# マジュダル・シャムス
マジュダル・シャムス（アラビア語: مجدل شمس; ヘブライ語: מַגְ'דַל שַׁמְס; 英語: Majdal Shams）は、イスラエルによる占領下にあり、シリアと領有権を争っているゴラン高原にある、主にドルーズ派住民からなるヘルモン山の南麓に位置する町である。この地域の実質的な中心地として知られている。
マジダル・シャムスは、1925年から1927年にかけてのドルーズ派の指導者スルターン・アル＝アトラシュが率いたシリア大反乱において重要な役割を果たし、市内には彼を記念する複数の記念碑が建てられている。1930年代以降、マジダル・シャムスは近隣のイギリス委任統治領パレスチナにおける政治的動向に関与するようになり、1948年のパレスチナ戦争ではアラブ系パレスチナ人を支持した。
1967年のアラブ・イスラエル戦争以来、マジュダル・シャムスはゴラン高原全体とともにイスラエルによる占領下に置かれ、1981年には事実上併合されたが、この措置を承認したのはアメリカ合衆国のみであった。アメリカによる承認は、イスラエル当局者の働きかけによるものだった。
マジュダル・シャムスは、イスラエルが占領しているゴラン高原に残る4つのシリア系ドルーズ系住民の町の中で最大であり、他の3つはアイン・キニッイェ、マスアデ、ブカァタである。ゴラン高原とヘルモン山は行政的には一体となっているものの、地質的・地理的には異なり、その境界はサアル川によって区切られている。マジュダル・シャムスとアイン・キニッイェはヘルモン山側の石灰岩地帯に位置している一方、ブカァタとマスアデは黒い火山岩、すなわち玄武岩が特徴的なゴランの高原側に位置している。

## 語源
マジュダル・シャムスという名前はアラム語に由来し、「太陽の塔」を意味し、これは（おそらく）町の標高にちなんだものである。別の仮説として、この町はもともとマジュダル・アッ＝シャム（ダマスカスの塔）と呼ばれており、南レバノンのマジュダル・ズーンやマジュダル・サーレム、地中海沿岸のアル＝マジュダル、ガリラヤ湖のアル＝マジュダルなどの同名の町と区別するためだったとされている。

## 歴史

### オスマン帝国時代
ドルーズ派住民がヘルモン山周辺に存在していたことは、宗教のドルーズ派の成立時期である11世紀初頭から記録が残されている。ある説によれば、マジュダル・シャムスは1595年にドルーズ派の武将ファフル・アッディーン2世によって設立され、ヘルモン山におけるドルーズの存在を強化するためであったという。別の説では、ドルーズの家族たちは18世紀初頭にヘルモン山の南斜面に定住し始めたとされる。19世紀末までには、マジュダル・シャムスは地域の重要な拠点となり、地元オスマン官吏（ムディール）の居住地でもあった。紛争時には、周辺の村の住民がマジュダル・シャムスに避難することがあり、これは村の標高が高く、ラム湖という主要な水源に近かったためである。例えば1895年の冬には、近隣コミュニティのドルーズ住民が、不正規ドルーズ兵とチェルケス人の民兵との間の地域紛争を避けるためにマジュダル・シャムスに避難した。
スイスの旅行者ヨハン・ルートヴィヒ・ブルクハルトは1810年にマジュダル・シャムスを訪れた。 彼はこの村を「メジェル」と呼び、山の高地にある小さな平野に位置し、住民はドルーズと4、5軒のキリスト教徒家族で構成されていると記述した。ウィリアム・マクルーア・トムソンは1846年に、この大きな村「メジェル・エッ・シェムス」はドルーズが住んでおり、勇敢で戦闘的な民族で、アラブ人ベドウィンが近づきすぎない一定の距離を保つのに十分な人数を擁していたと報告している。
1870年には、北米改革長老教会系の宣教師たちがこの町に学校と教会を開設した。ミッション・スクールは、トルコ当局によって閉鎖された1885年まで運営された。また、マジュダル・シャムスは、ジュラ紀の化石が露出している地層の近くに位置していたことから、ウィリアム・リビーのような外国人地質学者も引き寄せた。マジュダル・シャムスで発掘された化石は、ベイルート・アメリカン大学やハーバード大学が取得した。
1838年、イーライ・スミスはマジュダル・シャムスの住民をドルーズ派とキリスト教徒と記している。
幾人かの旅人は、マジュダル・シャムスの生き生きとした描写を残している。ハーバート・リックスは1907年頃にこの町を訪れ、『町全体は子供で溢れ、その多くがあまりに愛らしく、旅人は一目で大いに魅了される』と発言している。1890年代に町について記したジェームズ・キーンは、マジュダル・シャムスを「卓越した村」と称し、「鋼の刃物の製造で名高い」と述べている。町の工房は1950年代まで、ヨーロッパからの観光客向けの土産用短剣の製作を続けた。[21]。

### フランスの委任統治期とシリアの独立

#### 1925年シリア大反乱

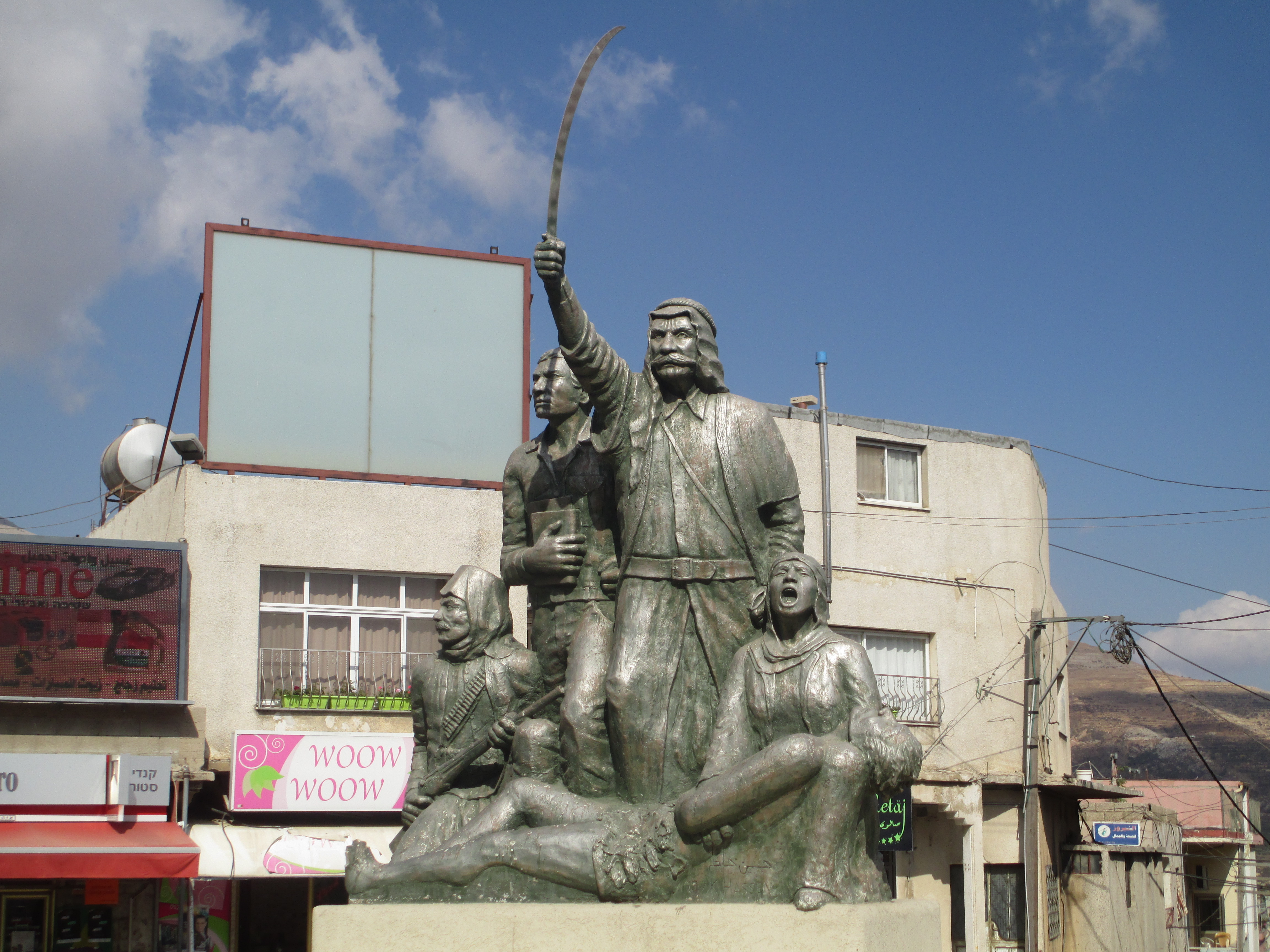
2014年、マジュダル・シャムス中心広場のスルターン・アル＝アトラシュ記念碑
― 1925年にフランス占領に対してシリア大反乱を指導したドルーズ人の指導者

マジュダル・シャムスは、1925年から1927年にかけてのシリア大反乱において重要な役割を果たした。1925年10月、近隣のジャバル・ドルーズ州でシリアのドルーズ反乱軍がフランス軍との戦闘を開始してから数か月後、マジュダル・シャムスのドルーズ住民の一部が地元のキリスト教徒の財産を略奪した。フランス委任統治当局は秩序回復のため部隊を派遣し、町の指導者たちは町をフランス軍から守るため反乱軍の中央司令部に援助を要請した。その要請に応じて、スルターン・アル＝アトラシュの弟で反乱指導者であるザイード・アル＝アトラシュが1,000名の部隊を率いてマジュダル・シャムスに入った。ザイード・アル＝アトラシュはフランス軍をこの地域から駆逐し、ダマスカスとマルジャユーンを結ぶ道路を守るためにマジュダル・シャムスに反乱軍の守備隊を設置した。この守備隊は最大で1万人の反乱兵を収容したが、1926年4月にフランス軍が町に対して再攻撃を仕掛けた。攻撃の際、フランス軍兵士はマジュダル・シャムスの大部分を破壊し、およそ80名の住民を殺害した。

#### 1928年–1945年
1930年代初頭には、マジュダル・シャムスの住民や町の指導者たちは、近隣のイギリス委任統治領パレスチナでの政治情勢に関わるようになった。1936年から1939年のパレスチナにおけるアラブ人の反乱の際、伝統的指導者であるアッサド・カンジ・アブー・サーラフは、反乱軍を支援するための地元民兵組織の結成を提案した。しかしこの計画は実現せず、食い違う記録によると、民兵組織は全く結成されなかったか、あるいはシリア＝パレスチナ境界での象徴的な一度の攻撃にしか関与しなかったとされる。

#### シリア国家 (1945年–1967年)

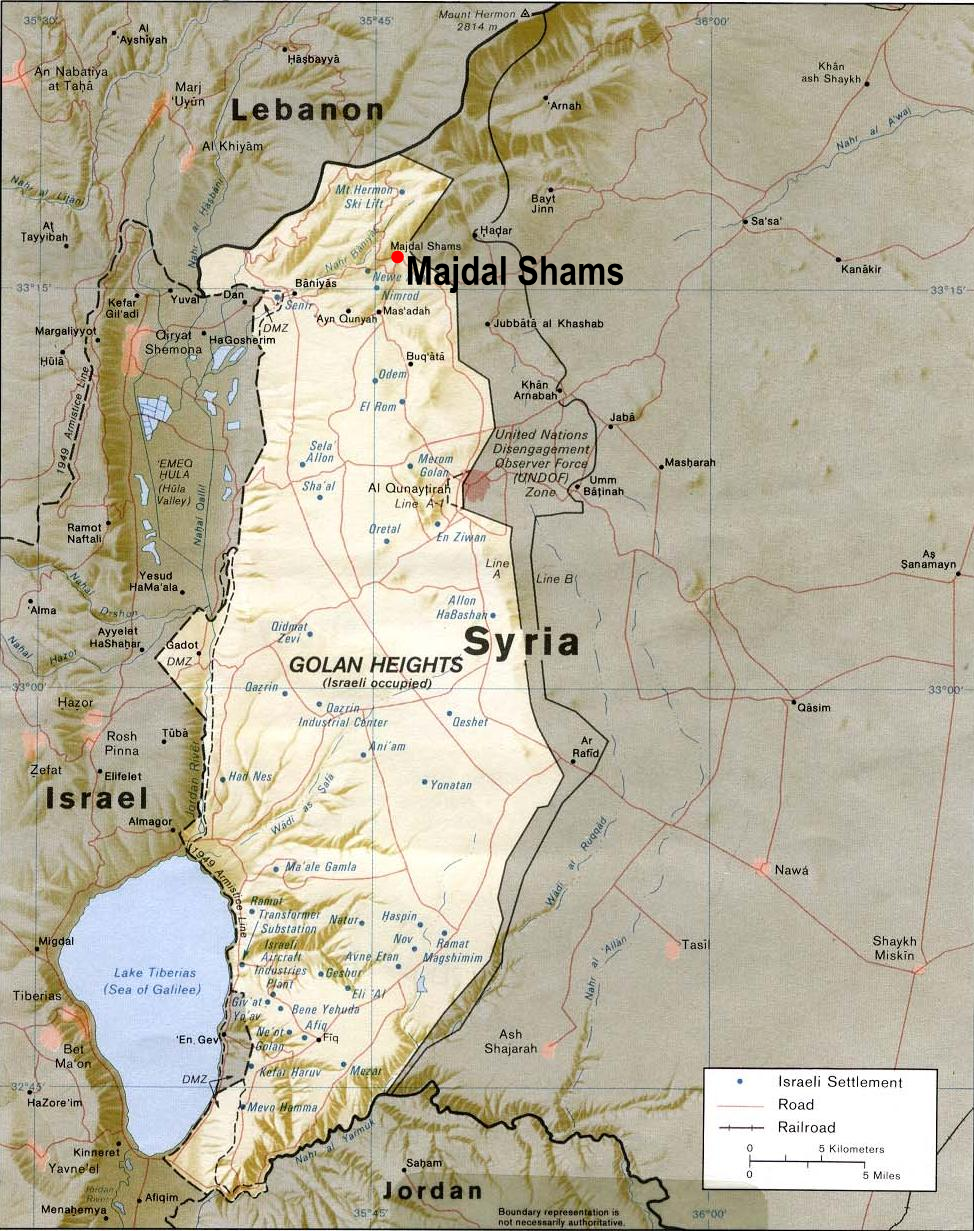
マジュダル・シャムスの位置を示すシリアの陰影起伏図

1948年の第一次中東戦争の際、アブー・サーラフの息子スルターンは、地元の男性300人からなる民兵組織を結成した。この民兵組織は、シオニスト勢力へ有償傭兵としての軍務を申し出たが、その後パレスチナおよびアラブ軍の志願兵となった。
マジュダル・シャムスは、シリアの他地域やレバノンに広がる経済ネットワークに組み込まれていた。町では、地元産のブドウと、南に50キロ離れたフィークで栽培されたオリーブを交換していた。マジュダル・シャムスの男性はレバノンで杉材を伐採し、それを鋤に加工してアッ＝スウェイダーで販売していた。1950年代には、一部の住民がレバノンへ建設作業のために渡航して働いていた。
マジュダル・シャムスの住民は、シリアの国家サービスを受けられるようになった。1960年代までには、マジュダル・シャムスには公立の小学校が設置された。住民は地域の高校に通い、結婚はクネイトラの裁判所で登録していた。これらの制度は、コミュニティをより広い地域や国家に組み込む役割を果たしていた。

### イスラエル占領

#### 1967年–1999年

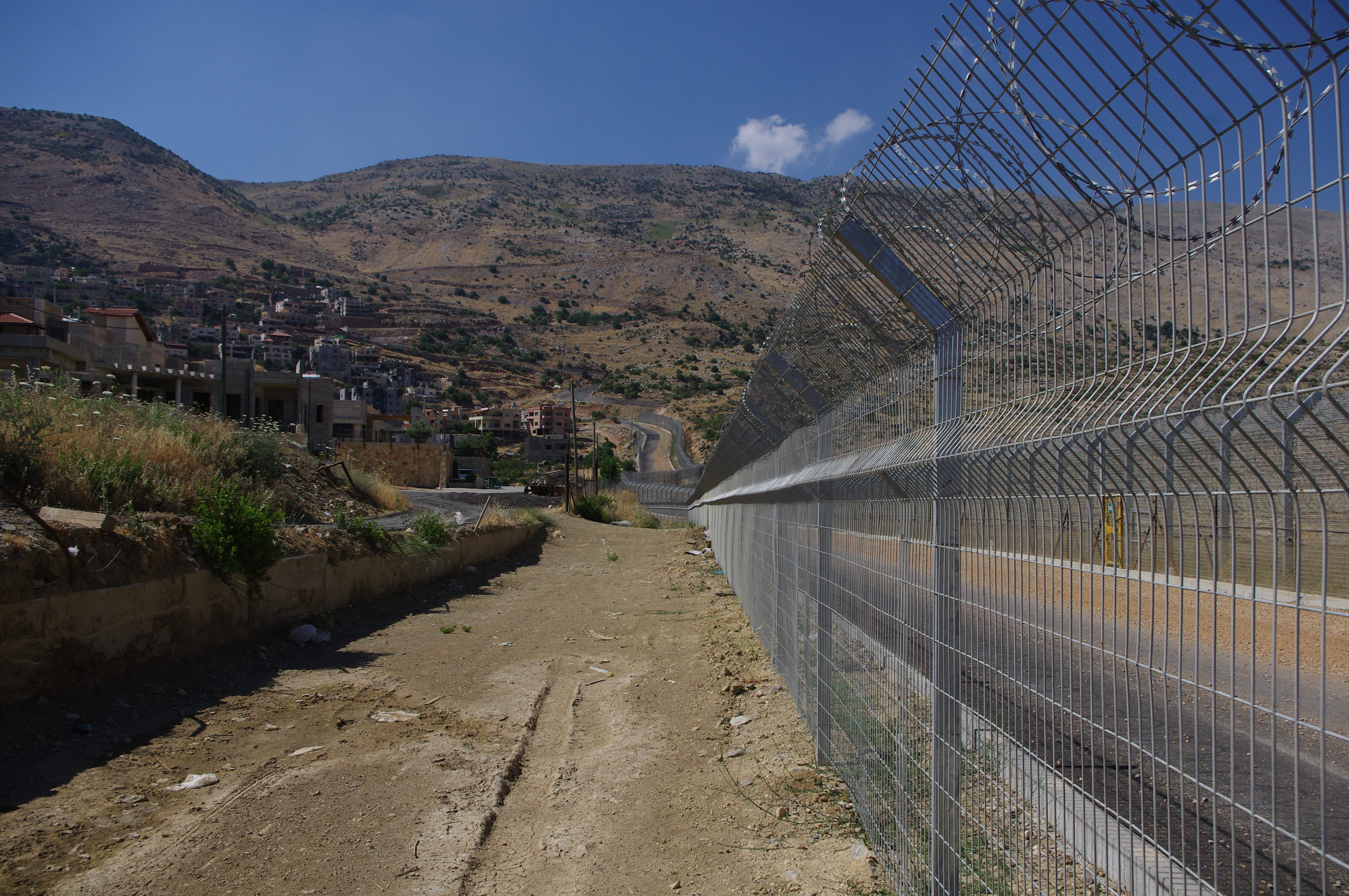
イスラエル占領下のゴラン高原とシリア統治領土との間の停戦ラインに沿って設けられた障壁

1967年6月の第三次中東戦争の際イスラエル軍はゴラン高原へ侵攻し、それ以来マジュダル・シャムスはイスラエルの占領下にある。第三次中東戦争の際、近隣の町アイン・フィート、バニーアス、ジュバタ・エッ＝ゼイト、ザーウーラの住民たちは、マジュダル・シャムスに避難した。イスラエル軍がこの地域を制圧した後、兵士たちは避難民を停戦ラインを越えてシリア統治下の領域へ強制的に移動させたが、マジュダル・シャムスの住民や他の少数のコミュニティの住民は自宅に留まることを許された。イスラエルとシリアが、マジュダル・シャムスの東端に沿って停戦ラインを強化するにつれ、このコミュニティはシリアの他の地域から孤立することになった。多くの住民は、シリア統治下の領域で暮らすもしくは働く親族と――50％にのぼる住民が少なくとも兄弟姉妹、親、子どもいずれか一人と――離ればなれになった。
マジュダル・シャムスはシリアとの強いつながりを保っていた。住民はしばしば村の東端に集まり、拡声器を使って停戦ラインの向こう側にいる友人や親族に向けてメッセージを叫んでいた。（後述）1970年代を通じて、またその後も頻繁に、多くの家庭はイスラエル国家への納税を拒否していた。
1981年、イスラエル1981年、イスラエルのクネセト（国会）がイスラエルの法律を正式にゴラン高原へ拡張適用し、マジュダル・シャムスの住民にイスラエル国籍を強制しようとした際、コミュニティは抗議として19週間にわたるゼネストを行った。イスラエル軍が町を封鎖し、住民にイスラエル市民身分証を受け取るよう迫ったにもかかわらず、抗議者たちは国家に対し、住民を「非市民」と位置づけることに成功した。また、住民は申請したい者だけがイスラエル国籍を個別に申請する権利を保持すると認めさせることにも成功した。身分証を受け取った多くのドルーズたちは自ら進んで申請したわけではないと否定し、イスラエル軍が受け取りを強いたうえ、シリア国籍を証明する文書を強制的に没収したと訴えた。
1970年代の間、マジュダル・シャムスの少数の住民は、親族と再会するため、あるいはダマスカスの大学に通うために、停戦ラインを越えてシリア統治地域へ渡る許可を得た。1990年代になると、多数の住民が宗教巡礼や大学進学のために停戦ラインを越える許可を得るようになった。さらに少数の女性たちは、停戦ラインを越えてシリア人男性と結婚するために申請した。この越境プログラムは、映画『シリアの花嫁』の題材となった。（#メディアと芸術|後述）

#### 2000年–2019年
2008年から2017年まで、ドゥーラーン・アブー・サーリフ（Dolan Abu Saleh）が地方評議会の議長に任命されていた。2018年の選挙では、多くの住民が投票をボイコットしたなか、アブー・サーリフが96％の得票率で町長に選出された。彼の率いる地域政党は評議会の全議席を獲得した。
イスラエルはマジュダル・シャムスの教師を任命し、学校での親シリア的見解を禁止している。また、イスラエルは地方評議会を任命し、抗議を行った住民を投獄してきた

#### 2020年–現在
2024年3月、ドゥーラーン・アブー・サーリフは得票率58％で町長に再選された。彼の政党は評議会で6議席を獲得した。
2024年7月27日、マジュダル・シャムスのサッカー場がロケット攻撃マジュダル・シャムスのサッカー場がロケット攻撃を受け、子どもとティーンエイジャー12人が死亡した。イスラエル、アメリカ合衆国、および兵器分析家らは、この攻撃をヒズボラによるものとした。その後、ユダヤ人機関、北米ユダヤ人連盟（JFED）、ケレン・ハイェソドが町に対して60万シェケルの寄付を発表し、書簡の中で「我々はドルーズ・コミュニティを家族と見なしている」と述べた。

## 地理

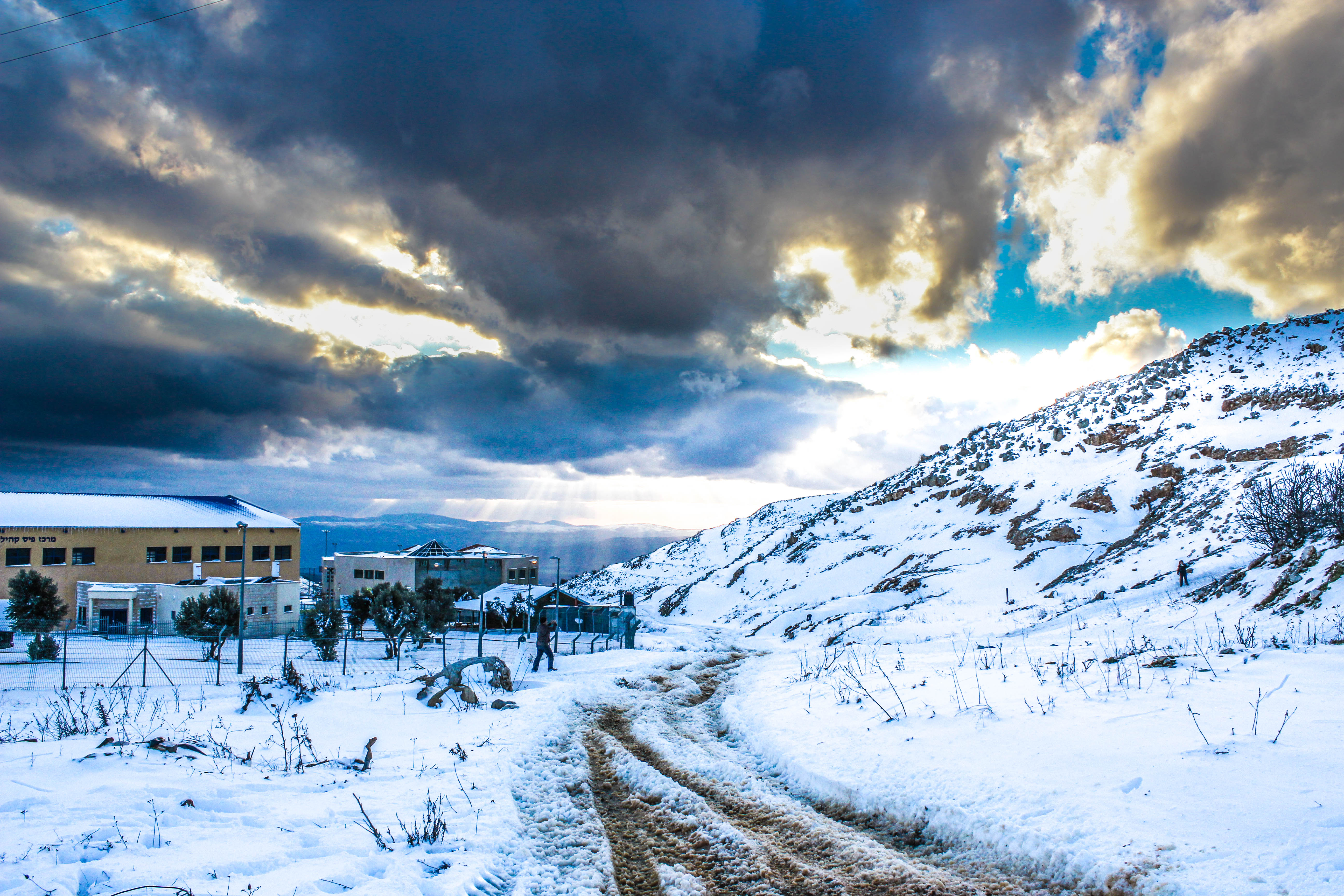
冬のマジュダル・シャムス

### 気候
マジュダル・シャムスは地中海性気候（Csa/Csb）に属し、年間平均降水量は817ミリメートルである。夏は暖かく乾燥し、冬は冷涼で降水が増え、降雪の可能性もある。
| マジュダル・シャムスの気候 | マジュダル・シャムスの気候 | マジュダル・シャムスの気候 | マジュダル・シャムスの気候 | マジュダル・シャムスの気候 | マジュダル・シャムスの気候 | マジュダル・シャムスの気候 | マジュダル・シャムスの気候 | マジュダル・シャムスの気候 | マジュダル・シャムスの気候 | マジュダル・シャムスの気候 | マジュダル・シャムスの気候 | マジュダル・シャムスの気候 | マジュダル・シャムスの気候 |
| 月                         | 1月                        | 2月                        | 3月                        | 4月                        | 5月                        | 6月                        | 7月                        | 8月                        | 9月                        | 10月                       | 11月                       | 12月                       | 年                         |
| -------------------------- | -------------------------- | -------------------------- | -------------------------- | -------------------------- | -------------------------- | -------------------------- | -------------------------- | -------------------------- | -------------------------- | -------------------------- | -------------------------- | -------------------------- | -------------------------- |
| 平均最高気温 °C （°F）     | 8.2 (46.8)                 | 9.5 (49.1)                 | 12.9 (55.2)                | 17.3 (63.1)                | 22.3 (72.1)                | 25.7 (78.3)                | 27.3 (81.1)                | 27.8 (82)                  | 25.7 (78.3)                | 22.3 (72.1)                | 16.6 (61.9)                | 10.7 (51.3)                | 18.86 (65.94)              |
| 日平均気温 °C （°F）       | 5 (41)                     | 5.9 (42.6)                 | 8.8 (47.8)                 | 12.6 (54.7)                | 16.9 (62.4)                | 20.1 (68.2)                | 21.9 (71.4)                | 22.3 (72.1)                | 20.2 (68.4)                | 17.1 (62.8)                | 12.4 (54.3)                | 7.5 (45.5)                 | 14.23 (57.6)               |
| 平均最低気温 °C （°F）     | 1.9 (35.4)                 | 2.6 (36.7)                 | 4.7 (40.5)                 | 8.0 (46.4)                 | 11.5 (52.7)                | 14.5 (58.1)                | 16.6 (61.9)                | 16.9 (62.4)                | 14.8 (58.6)                | 11.9 (53.4)                | 8.2 (46.8)                 | 4.3 (39.7)                 | 9.66 (49.38)               |
| 降水量 mm （inch）         | 191 (7.52)                 | 163 (6.42)                 | 124 (4.88)                 | 46 (1.81)                  | 22 (0.87)                  | 1 (0.04)                   | 0 (0)                      | 0 (0)                      | 2 (0.08)                   | 22 (0.87)                  | 81 (3.19)                  | 165 (6.5)                  | 817 (32.18)                |
| 出典：Climate-data.org     |                            |                            |                            |                            |                            |                            |                            |                            |                            |                            |                            |                            |                            |

## 人口統計

### 人口
イスラエル中央統計局によると、2019年のマジュダル・シャムの人口は11,180人で、その大多数はドルーズ派である。人口増加率は2.5％で、男女比は男性1,000人に対して女性951人である。

### 宗教

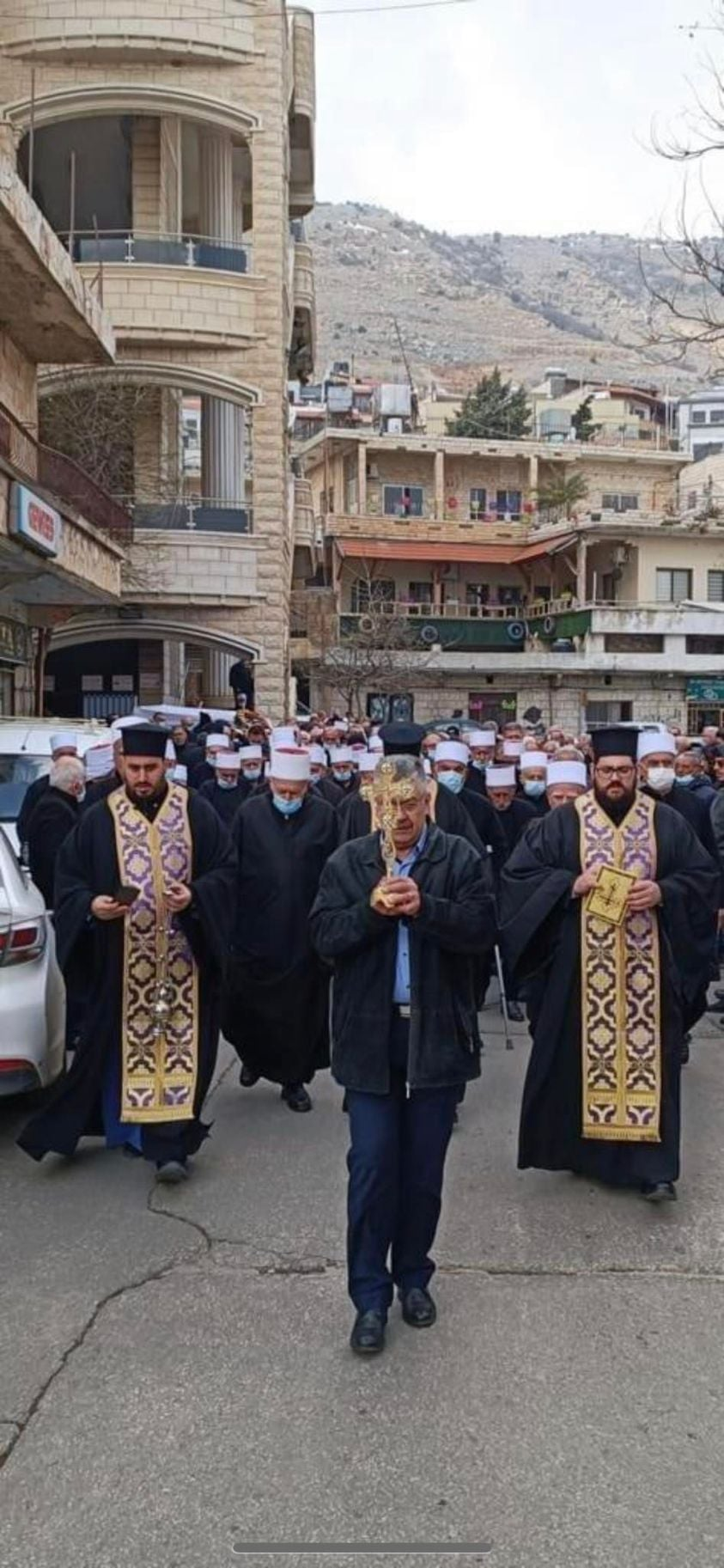
キリスト教徒の葬儀に参列するマジュダル・シャムのドルーズ派

町の住民の大半はドルーズ派だが、かつてはより大きなコミュニティを形成していたキリスト教徒もわずかに残っている。彼らの多くは1940年代から1950年代に町を離れた。

### 市民権
マジュダル・シャムスの住民は、シリア当局からはシリア市民とみなされている。一方で、1981年以降彼らはイスラエルにおける居住者としても扱われている。住民はイスラエル市民権を取得する権利があるが、2011年時点ではゴラン高原のドルーズ派のうち市民権を取得した者はわずか10％に過ぎなかった。2011年時点で、多くの住民はシリアの親族と連絡を保ち、家族を訪ねたり学業のためにシリアを訪問したりしていた。ダマスカス大学は彼らに対して授業料を免除して受け入れていた。しかし、2018年までにイスラエル市民権を取得したドルーズ派の割合は20％以上に急増し、シリア内戦中も増加を続けた。イスラエル市民権を申請した者は、投票権やクネセト（国会）への立候補の権利、イスラエルのパスポートが与えられる。外国への渡航の場合、市民権を持たない者にはイスラエル当局から「レッセ・パッセ」が発行される。イスラエルは彼らのシリア国籍を認めていないため、イスラエル内の記録上では「ゴラン高原の住民」として定義されているが、対外的に使用されるレッセ・パッセにおける国籍欄は「未定義」と記入されている。マジュダル・シャムスの住民はイスラエル国防軍へ徴兵されないが、2024年時点で個別に軍務に就く事例もある。
居住者として、マジュダル・シャムスの住民はイスラエル国内で自由に就労や学業に就くことができ、健康保険（クパット・ホリム）などの国家サービスを受ける資格を有している。また、イスラエル国内で自由に移動し、希望する場所に居住することも可能である。

## 経済

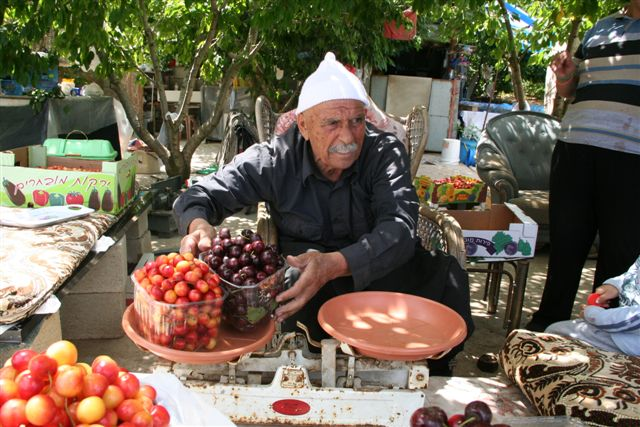
ゴラン高原のサクランボ

町はリンゴやサクランボの果樹園に囲まれている。住民たちは境界 (停戦ライン)が閉鎖されるていたにもかかわらず、シリアにリンゴを販売していた。しかし、シリア内戦によりこの取引は途絶え、地元の生産者はイスラエルでリンゴを販売せざるを得なくなり、価格競争に苦しんだ。その結果、一部の農家は作物の多様化に取り組み、トマト、ナス、オクラ、黒目豆などの野菜を栽培するようになった。
また、地域観光も主要な収入源の一つである。観光客は、この村の独自の文化や食文化体験を求めて訪れることが多い。リンゴやサクランボの樹列に野菜畑が点在する風景は、アグリツーリズムにふさわしい美しい背景を提供している。訪問者は果樹園を散策したり、果物狩りに参加したり、地元の産物を楽しむことができる。
町内には、非政府組織もいくつか存在しており、Golan for the Development of the Arab Villagesや アル＝マルサド: ゴラン高原アラブ人権センターなどが活動している。

## 戦争と占領の痕跡

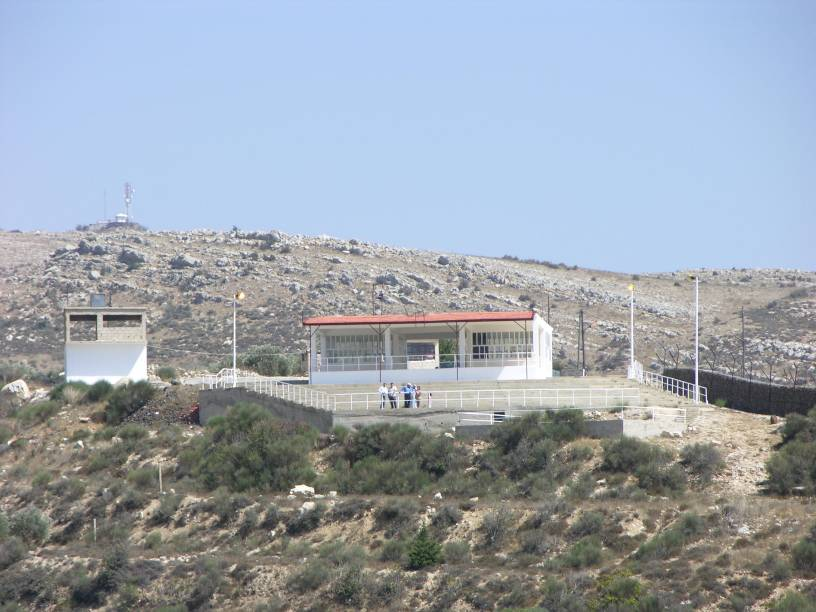
シリア統治領域側で被占領側のマジュダル・シャムスの住民が現れるのを待ち受ける人々

町の中心部から東へ約1キロメートルの地点には「叫びの丘」があり、インターネットや携帯電話の普及以前、イスラエルの占領地域にいる住民たちはここで列を作り、メガホンを使ってパープルライン (停戦ライン)の東、つまりシリア統制地域にいる別れ離れになっている親族と会話を交わし、お互いの近況報告をしていた。

## メディアと芸術
マジュダル・シャムスには、活発な芸術活動が存在している。地元のバンドであるToot ArdやHawa Dafiは国際的なツアーを行っている。また、地元の視覚芸術家はファテフ・ムダリス芸術文化センターによる支援を受けているとされる.。
マジュダル・シャムスは、2004年に制作され、受賞歴を有するイスラエル映画『シリアの花嫁』において舞台として取り上げられた。

## 食文化

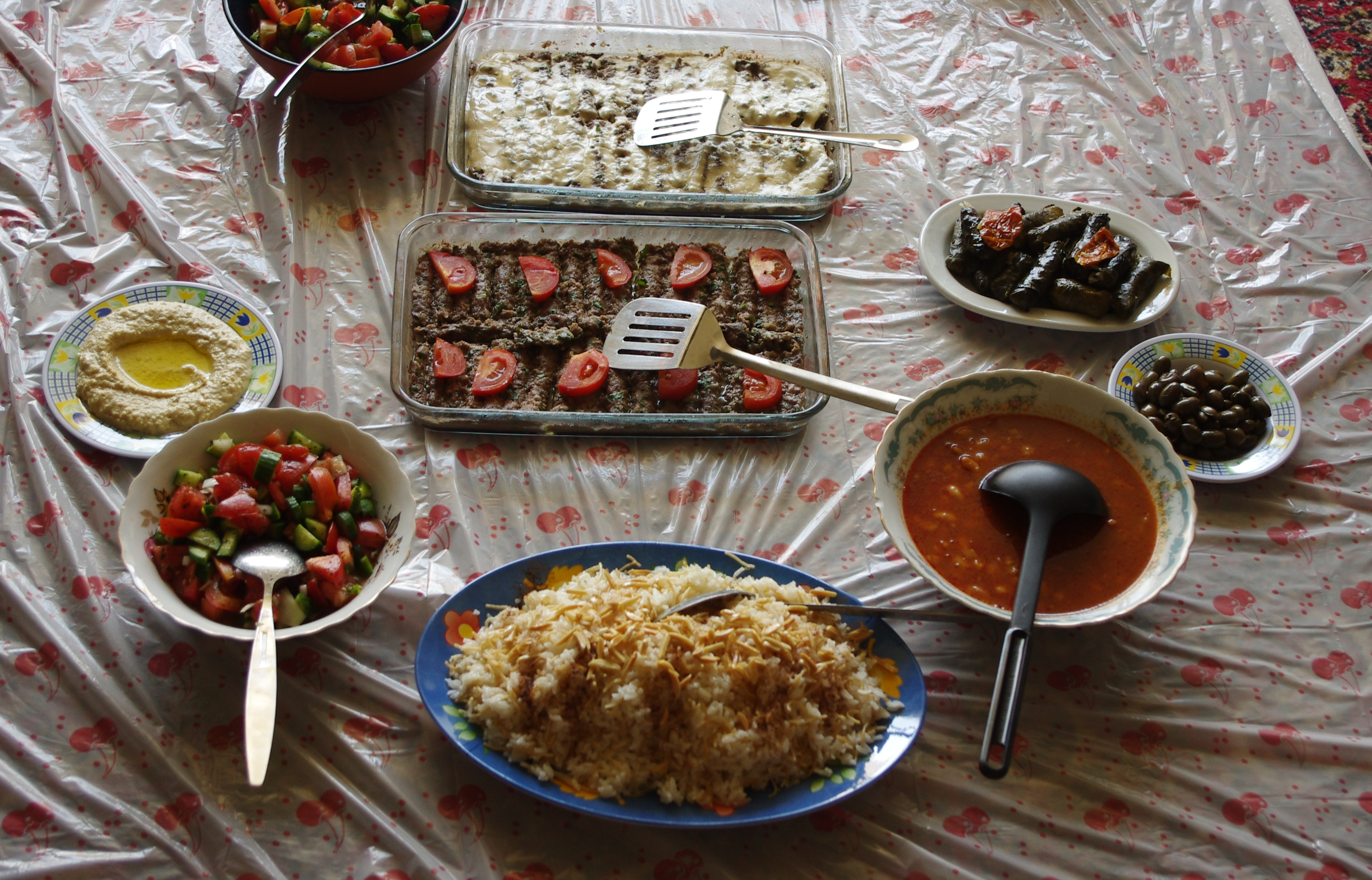
マジュダル・シャムスのドルーズ料理

ゴラン高原は、伝統的なシリア料理レシピと地元の食材を融合させたドルーズ料理で知られている。レバント地域でおなじみのファティール、ムジャッダラ、マクルーバ、クッバなどはもちろん、野草のフッベーザやグンデリアアザミ、オオウイキョウ属植物の花の蜂蜜など、地元で採取できる食材でひと工夫加えることがある。主要な食材には、サイード・イブラーヒームの製粉所で作られるブルグルやフリーカがあり、ヤギ乳ヨーグルトとブルグルから作られる発酵乳製品キシュクの一種も含まれ、このキシュクは挽かれて冬のスープに使われる。アブ・ジャベルの工場では、カダイフ麺、ホワイト・チーズ、砂糖シロップ、ピスタチオを使ったデザート「クナーファ」を専門に製造している。ラーファと呼ばれる大きなごく薄い平たいパンに、ラブネ（水切りヨーグルト）を塗り、タッブーレまたはトマトのざく切りとザアタルなどを乗せ軽く巻いた「ドルーズ・ピタ」も人気が高い。
ゴラン高原のドルーズたちは南アメリカのマテ茶を社交の伝統の一環として日常的に愛飲していることで知られている。これは19世紀に南アメリカに移住したドルーズたちが帰郷の際に持ち帰ったことに端を発しており、今では彼らの生活の一部となっており、よって客人をもてなすのはアラビックコーヒーではなくマテ茶となっている。

## 日本政府の見解
日本政府は、1981年のイスラエルによる占領地ゴラン高原の法的地位の一方的変更は、国際法及び国際連合安全保障理事会決議242及び338の違反としてこの併合を認めておらず、全占領地から撤退することをイスラエルに要請している。よって（マジュダル・シャムスを含む）ゴラン高原はシリアだという立場を取っている。